# 参赞
参赞一词来自於儒家经典《中庸》中之概念「参赞化育」，指人於天地自然间的参与和调节作用，「参赞」於日常生活中也經常使用，意為「参考」或「顾问」之意。
清代在蒙古、西藏、東北等地設置「左右參贊」，以輔佐辦事大臣。现在多指驻外大使馆中的高級外交官，稱為參贊或參事（英語：Counselor），次於大使、公使、公使銜參贊。除了外交以外，各地方政府往往有此等官職，一如顾问、参事之类之职衔。

## 日本
日本的參事官（日语：／）是國家行政機關的國家公務員官職之一。
本府省廳（中央省廳）多為具管理職待遇的總括整理職與分掌職等幕僚職，職務包含參與所屬省廳或部局的所掌事務相關重要事項之企劃及立案、協助上司職務等。
作為幕僚職的參事官與「總務課長」等清楚表示分擔職務的職位不同，對外的公開人事令上職務名稱僅稱「大臣官房參事官」、「某某局參事官」，常有多人共有同一職名。其實際上所分擔的事務多由「某某擔當」另外表示。